# Liste des ZNIEFF de Paris
Cette liste recense les sites classés Zones naturelles d'intérêt écologique, faunistique et floristique de Paris.

## Statistiques
Paris compte 4 sites classés Zones naturelles d'intérêt écologique, faunistique et floristique : 2 de type 1, 2 de type 2.
Trois de ces sites concernent le bois de Boulogne, le dernier le bois de Vincennes.

## Liste des sites
| Site                                                            | Type | Superficie (ha) | Fiche     | Coordonnées                      | Photo |
| --------------------------------------------------------------- | ---- | --------------- | --------- | -------------------------------- | ----- |
| Berges de Seine au bois de Boulogne                             | 1    | +0 0009,        | 110020421 | 48° 52′ 20″ nord, 2° 14′ 27″ est |       |
| Bois de Boulogne                                                | 2    | +00665,         | 110001696 | 48° 51′ 50″ nord, 2° 15′ 02″ est |       |
| Bois de Vincennes                                               | 2    | +00774,         | 110001701 | 48° 49′ 54″ nord, 2° 26′ 24″ est |       |
| Vieux boisements et îlots de vieillissement du bois de Boulogne | 1    | +00127,         | 110020422 | 48° 51′ 35″ nord, 2° 15′ 00″ est |       |